# Mahiṣāsura

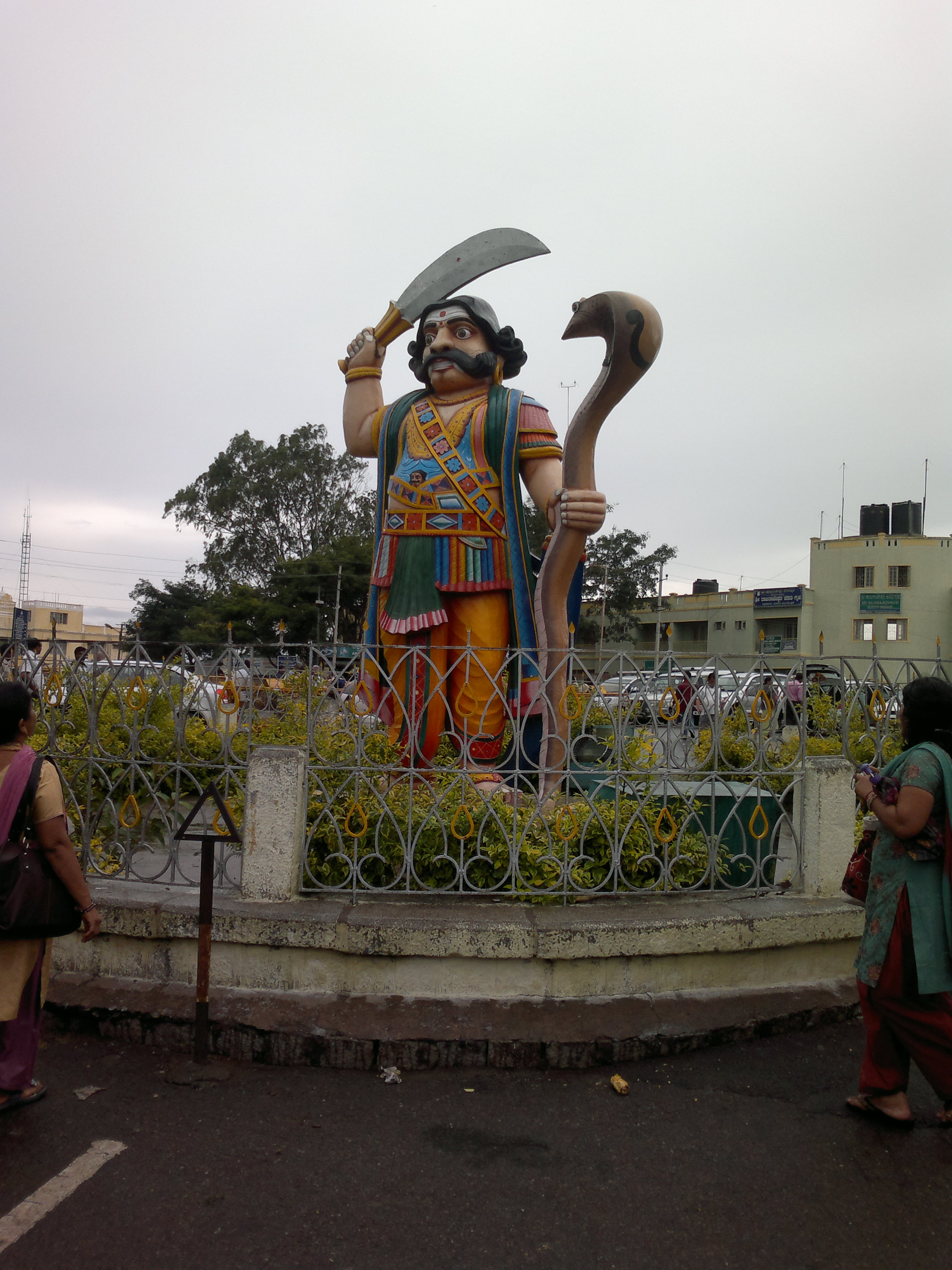
Statua di Mahiṣāsura presso la città di Mysore, India

Mahiṣāsura (adattato in Mahishasura) è un Asura, una classe di dèi dell'epoca vedica che, stante ai Veda, entrò in conflitto con un'altra classe di divinità, i Deva. Mahiṣāsura è noto per la lotta ingaggiata con la dea Durgā, nella quale perse la vita.

## Storia
La leggenda narra che Rambha e Karambha, figli di Danu re degli Asura, erano ancora senza progenie e pregavano per averne. Mentre erano in meditazione Indra assunse le fattezze di un coccodrillo ed uccise Karambha. Arrabbiato per l'uccisione del fratello, Rambha decise di tagliarsi la testa e di offrirla in sacrificio al fuoco. Quando stava per compiere questo atto, Agni apparve e disse che il suicidio è peggiore finanche dell'omicidio e che avrebbe esaudito qualsiasi suo desiderio se avesse desistito nel suo intento. Rambha chiese di avere un figlio che fosse invincibile per i Deva e gli Asura ed in grado di conquistare i tre mondi, ottenendo il beneplacito di Agni.
Sulla via di casa Rambha incontrò una femmina di bufalo, Mahishi di cui si innamorò, sposò e mise incinta.
Un giorno un bufalo si innamorò di quest'ultima scatenando l'ira dell'Asura. Dalla lotta che ne scaturì Rambha fu ucciso e Mahishi morì nella pira funeraria del marito, dalle cui fiamme nacque Mahishasura.

## La lotta con Durgā
La descrizione della lotta fra Mahiṣāsura e Durgā è riportata in più di un Purāṇa. Dal Mārkaṇḍeya Purāṇa leggiamo che quando gli Asura sconfissero i Deva, questi ultimi si rivolsero a Śiva e Visnù, i quali, irati, emisero dai loro volti una luce intensissima. A loro si unì anche Brahmā, e così da queste energie luminose emerse un'unica luce che colmò l'intero universo e si concretizzò poi nelle fattezze di una dea, Durgā, l'"inavvicinabile".

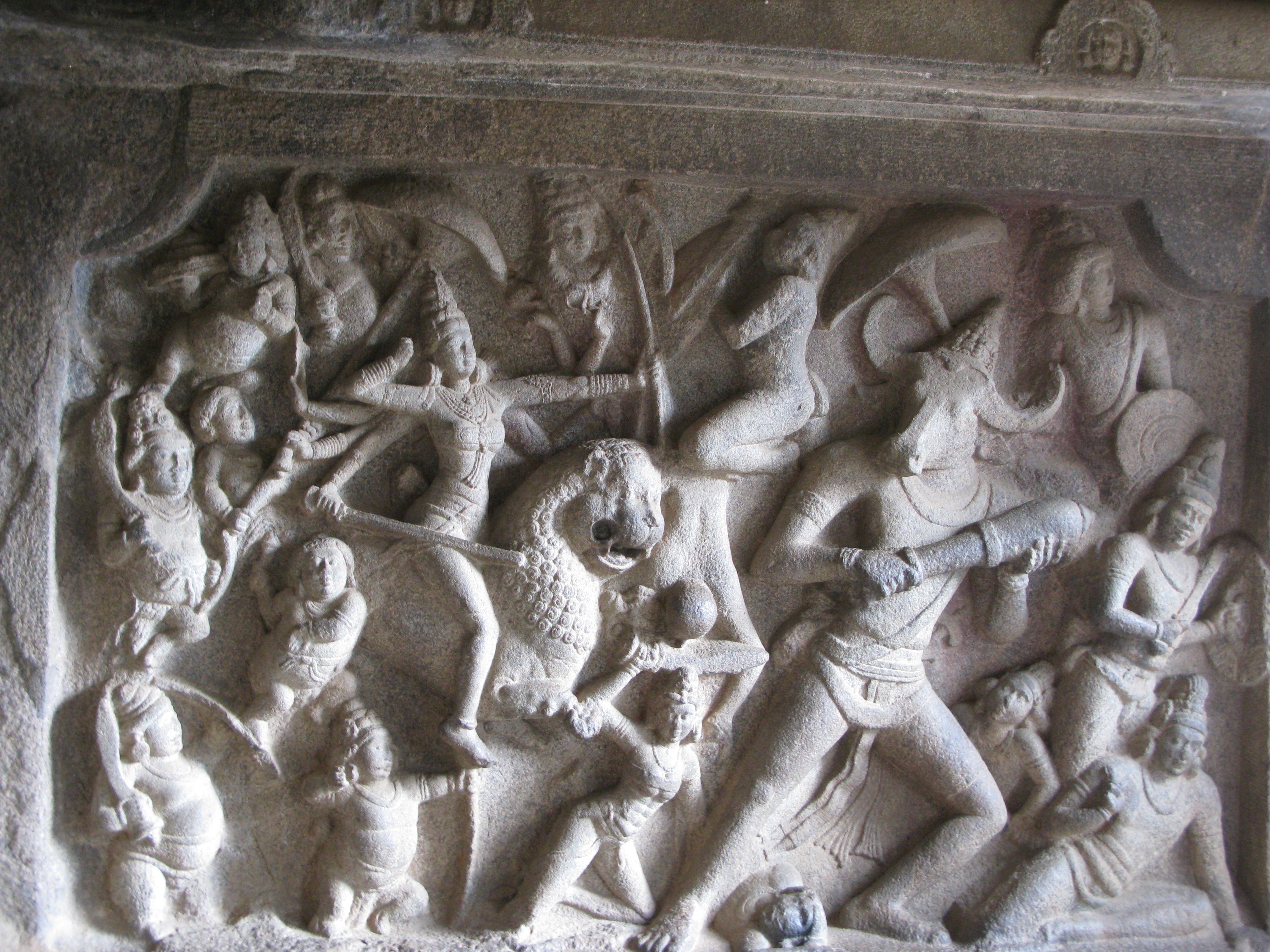
Bassorilievo presso Mahabalipuram raffigurante Durgā che combatte con Mahiṣāsura, qui rappresentato come un uomo con testa di bufalo

Durgā fu così dotata delle armi dei principali Deva, quali il tridente di Śiva, il disco di Viṣṇu, il fulmine di Indra, la lancia di Agni, il lazo di Varuṇa, le frecce di Maruta, i raggi del sole di Sūrya e altre ancora. Ella recava nel volto lo splendore di Śiva, aveva i capelli di Yama e il seno di Chandra, i piedi di Brahmā, il corpo di Indra, le braccia di Viṣṇu, e tre occhi che presero forma dalla luce del fuoco di Agni.
Gridando spaventosamente, ella si diresse subito verso Mahiṣāsura, uccidendo migliaia di demoni che cercarono di contrastarla. Raggiunto Mahiṣāsura, costui cominciò a combattere, ma ogni volta che la dea stava per ucciderlo, egli riusciva a cambiare forma: dapprima si trasformò in bufalo, poi, quando la dea stava per catturarlo col lazo, si trasformò in leone. Durgā prese allora la spada, ma Mahiṣāsura mutò in forma umana; quindi, quando Durgā cominciò a usare le frecce, si trasformò in elefante. Durgā prese allora la mazza, ma Mahiṣāsura tornò ad essere bufalo. Durgā, bevuta allora una pozione, eruppe in una risata talmente intensa che gli occhi divennero rossi, si scagliò sul bufalo e mentre lo infilzava con la lancia e lo schiacciava col piede, gli mozzò infine la testa con la spada.